# Blues de picolat
Blues de picolat est un groupe de blues français, originaire de Perpignan, dans les Pyrénées-Orientales. Il s'est constitué à partir de quatre musiciens employés dans la même entreprise de Perpignan. Après quelques répétitions de reprises en anglais, les musiciens décident d'utiliser uniquement le catalan, leur langue relationnelle, dans leur démarche artistique. Le nom de Blues de Picolat est un jeu de mots à partir d'une des recettes de cuisine typiques du Roussillon, les boles de picolat.

## Biographie

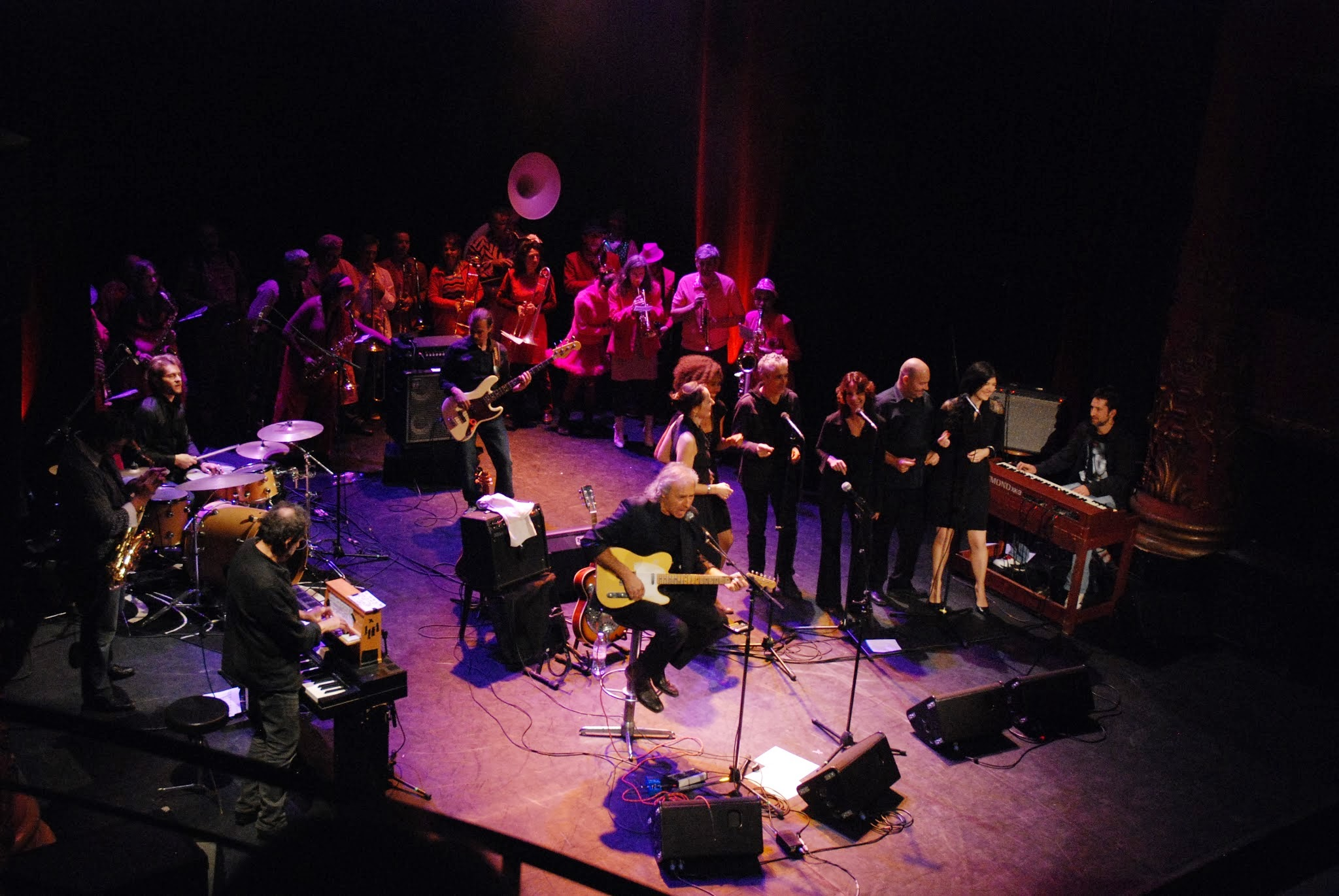
Sur scène, à Perpignan, pour les 20 ans du groupe.

Après quelques essais en duo à deux guitares (1990-1991), Carles Sarrat et Esteve Carrera proposent à deux de leurs collègues de former un groupe. Carles Sarrat, Esteve Carrera (qui passe à la basse), Paloma Gil (piano) et Giloul Bourouf (batterie) deviennent les quatre premiers membres, tous salariés de l'hebdomadaire en catalan El Punt de Perpignan, filiale du quotidien éponyme de Gérone (Catalogne), et commencent à répéter début 1991.
Le groupe est formé en 1992 à Perpignan, dans les Pyrénées-Orientales. Cette même année, ils enregistrent leur première démo de deux titres (adaptations de Steevie Ray Vaughan). Ces deux chansons sont acceptées et diffusées sur deux radios FM locales, Radio-France Roussillon et Ràdio Arrels. Leur diffusion provoquera rapidement leurs premiers engagements dans le département des Pyrénées-Orientales (début 1993), et ils jouent leurs premiers concerts cette année. En 1994, Esteve décide de quitter le groupe. Il est remplacé à la basse par Jean-Louis Thubert. En 1995, à la suite du Festival de Rock Méditerranéen à Perpignan, Paloma et Gilloul quittent à leur tour la formation. Ils sont remplacés par Véronique Lessenne (piano, orgue) et Fred Duclos (batterie). L'année suivante, la formation intègre au saxo alto Emma Caron alors que Bruno Lopez remplace Jean-Louis à la basse.
Le groupe enregistre son premier album Ah! Perpinyà en juillet-août 1996 sous le label Vision. Deux ans plus tard, la formation intègre Mike Desseaux à la trompette alors qu'Arthur Florès, puis Éric Miché sont les nouveaux bassistes. Le groupe prépare son deuxième album Carrer de l'Àngel qui sera enregistré l'été 1999 à Perpignan. Dans cet album apparaissent pour la première fois trois choristes, Annabelle Scholly, Gaëlle Balat et Muriel Perpigna. La période 2000-2003 est consacrée à la musique en public (concerts et festivals locaux et participations à divers festivals dont Strasbourg, Toulouse, Alès, Salaise, Barcelone à l'Espai, Gérone, etc.). Parallèlement, d'autres changements de musiciens s'opèrent : à la basse Eric Miché quitte le groupe et est remplacé par Christian Michel. Le saxophoniste Paul-Nicolas Fons remplace Emma et Mike.
En 2003, troisième album enregistré, Dona del camí`, sous la direction artistique du bluesman américain Tino Gonzales. En 2005, plusieurs changements affectent la formation : Muriel est remplacée par une nouvelle choriste Isabelle Durel, Véronique Lessenne puis Christian Michel et Fred Duclos (arrivé en 1995) quittent à leur tour le groupe. Ils sont remplacés par Joaquim de la Cuesta (basse et contrebasse), Julie Rabier (piano) et Gilles Taillade (batterie).
En 2006, le groupe célèbre ses 15 ans de carrière par un grand concert au théâtre municipal de Perpignan en compagnie d'invités comme Jordi Barre, Pascal Comelade, Gérard Jacquet, Big Mama, Gospel Fever. En 2007, au moment d'enregistrer leur quatrième album Fer-li un petó pour le label Picap de Barcelone, la formation était constituée de Carles Sarrat (voix et guitare), Julie Rabier (claviers), J. de la Cuesta (basse), Gilles Taillade (batterie), Paul-Nicolas Fons (saxes) et Annabelle Scholly-Gaëlle et Balat-Isabelle Durel (chœurs). Joaquim part alors enseigner en Islande et Toni Pujol devient le nouveau bassiste.
Le cinquième album, Soul of Picolat, sorti en 2008, est un projet à part dans l'histoire de la formation. Il reprend treize chansons originales en anglais dont certains standards (Bob Dylan, Ben Harper, Nina Simone, Fats Domino, B. B. King...), met en avant les parties vocales, les arrangements et les cuivres. En plus du piano de Julie, Davy Grademange intervient aux claviers. Peu après la sortie de cet album, le groupe change radicalement et retourne à sa formule d'origine de quatre membres avec Carles Sarrat et Gilles Taillade auxquels se joignent Fred Alazet (basse) et Benjamin Sarrat (orgue Hammond). Le groupe tourne pendant trois ans, en particulier en Catalogne, et enregistre le sixième album de la formation Àngel de la nit (2012). En septembre 2013, le batteur Gilles Taillade quitte le groupe et est remplacé par Mathieu Navajas.
Le 22 novembre 2013, le groupe célèbre son vingtième anniversaire par un gala au Théâtre municipal de Perpignan en compagnie d'invités comme Pascal Comelade et Gérard Jacquet et d'anciens musiciens de la formation.
Le 30 mars 2018 le groupe quitte définitivement la scène avec un concert d'adieu, The Last Bluez ,à la Casa Musicale de Perpignan.
Depuis 2021, Carles Sarrat évolue au sein d'un trio de musique blues "Xarly Blue" en tant que chanteur, guitariste et harmoniciste. Il est accompagné d'un contrebassiste et d'un claviériste,.

## Collaborations
Dès le premier album, l'écrivain Joan-Lluís Lluís collabore pour l'écriture des textes (Liquidació, Dama Tramunta et Firaire Country Blues, ce dernier cosigné avec Carles Sarrat). Son apport s'intensifie dans le deuxième album, Carrer de l'Àngel avec les paroles de six des 13 chansons. Le journaliste et écrivain Aleix Renyé y contribue avec le texte d'un des titres et Carles Sarrat en écrit cinq, dont Diumenge a la tarda.
Dans le troisième album, Dona del camí, les deux auteurs précédemment cités apportent chacun deux textes au groupe. Fer-li un petó, le quatrième album publié par le label barcelonais Picap comporte trois reprises d'auteurs sud-catalans : J.Salvat-Papasseit (mis en musique par Teresa Rebull), Guillem d'Efak et Miquel Pujadó. Joan-Lluís Lluís collabore pour l'un des textes et Carles Sarrat est l'auteur du reste des chansons. Le sixième album, Àngel de la nit comporte 12 titres dont deux des textes sont de Joan-Lluís Lluís, deux d'Aleix Renyé, deux des frères Carrera, un de Gérard Jacquet, un de Joan-Daniel Bezsonoff et quatre de Carles Sarrat.
Dans le premier album, Jean-Laurent Chartron, à la guitare acoustique, accompagne Carles en duo sur País bonic. Dans Carrer de l'Àngel, l'illustration de la pochette est réalisée par l'artiste niçois Ben (Benjamin Vautier). Pascal Comelade tient le toy piano et le plastic accordion sur l'un des titres, de même que la chorale Ebony & Ivory sur un autre titre. Divers écrivains ou artistes forment une chorale informelle sur Petit manifest del timidisme (Bringuet Ballester, Gisela Bellsolà, Joan-Daniel Bezsonoff, Joan-Lluís Lluís, Isabel Mencion, Xevi Planas et Joaquim Vilarnau). Sur l'album Dona del camí, Pierre-Emmanuel Dumas joue de la tenora sur le dernier morceau (Cançó pelicana)

## Membres
- Carles Sarrat — voix, guitares, harmonica
- Benjamin Sarrat — orgue Hammond
- Frédéric Alazet — basse
- Mathieu Navajas — batterie

## Discographie

### Albums studio
- 1996 : Ah! Perpinyà (CD 11 titres - Vision Audiopole, Perpignan)
- 2000 : Carrer de l'angel (CD 13 titres - Discmedi/Produccions Blau, Barcelone)[14]. Ce disque fait partie des 100 meilleurs disques de la musique en catalan selon la revue Enderrock[15].
- 2003 : Dona del camí (CD 12 titres - Discmedi, Barcelone)
- 2007 : Fer-li un petó (CD  13 titres - Picap, Barcelone)
- 2008 : Soul of Picolat (CD 13 titres - Bluesoul, Perpignan)
- 2012 : Àngel de la nit (CD 13 titres -  Bluesoul, Perpignan)

### Clips
- 2008 : Vidéoclip La Noia del Mississippi

## Distinctions
- Un texte de chanson de Blues de Picolat est donné comme exemple d'usage du catalan roussillonnais dans un livre de littérature de terminale édité à Barcelone[16].
- Disque catalan de l'année (1997), catégorie Premier album, décerné à Barcelone par RNE (Radio Nationale d'Espagne) et SGAE (equiv. Sacem Espagne)
- La chanson Liquidació (J-L.Lluís-C.Sarrat) nommée dans les 15 finalistes du prix la meilleure chanson 1997 de Catalunya Ràdio.
- Prix Cerverí (1998) pour le meilleur texte de chanson inédite pour El Geperut (J-L. Lluís-C.Sarrat), publié postérieurement sur l'album Carrer de l'Àngel (1999)
- Premier prix, catégorie clip pour Thierry da Costa pour le clip La Gara (Aleix  Renyé-C.Sarrat) au Festival Video d'Estavar (1998).
- Chanson Petit Manifest del timidisme (J-L. Lluís- C. Sarrat) parmi les 15 finalistes de la Chanson de l'année de Catalunya Ràdio (2000) avec la participation de P. Comelade.
- Chanson Burgès-pagès (C. Sarrat) nommée au Prix Cerverí[17] (Premis Bertrana 2007).
- Blues de Picolat est nommé l'artiste BluesCat 2008 par le collectif des festivals de blues de Catalogne[18].
- Des articles, commentaires ou citations concernant Blues de Picolat  ont paru sur les publications musicales françaises Rock & Folk, Jazzman, Jazz Hot, Chorus ou Blues Magazine ; dans la presse régionale (Midi-Libre, Le Progrès, Dernières nouvelles d'Alsace...) ou étrangères : Presència, Enderrock (Catalogne) ou El Watan (Algérie).